# Asynapta breviata
Asynapta breviata är en tvåvingeart som beskrevs av Spungis 1988. Asynapta breviata ingår i släktet Asynapta och familjen gallmyggor.
Artens utbredningsområde är Lettland. Inga underarter finns listade i Catalogue of Life.